# Cunissa polyporpa
Cunissa polyporpa är en nässeldjursart som beskrevs av Ernst Haeckel 1879. Cunissa polyporpa ingår i släktet Cunissa och familjen Cuninidae. Inga underarter finns listade i Catalogue of Life.